# Neukalen
Neukalen  (svenska: Neukalden)  är en mindre stad i det nordtyska förbundslandet Mecklenburg-Vorpommern.
Staden ingår i kommunalförbundet Amt Malchin am Kummerower See tillsammans med kommunerna Basedow, Faulenrost, Gielow, Kummerow och Malchin.

## Geografi
Staden är belägen tio kilometer norr om Malchin vid floden Peene i distriktet Mecklenburgische Seenplatte. Öster om staden ligger sjön Kummerower See.
Staden har följande ortsdelar: Neukalen, Franzensberg,  Karnitz, Schönkamp, Schorrentin, Schlakendorf och Warsow.

## Historia

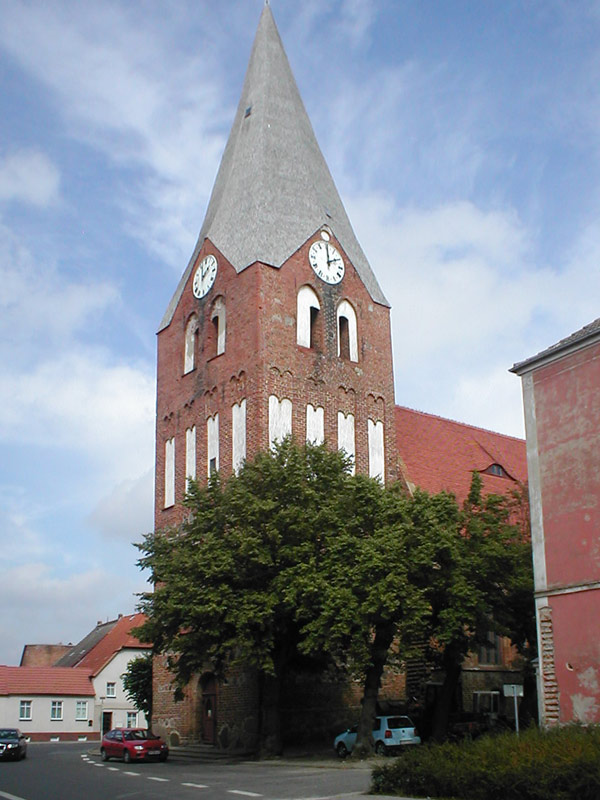
Kyrkan i Neukalen

Orten Kalen (i dag: Altkalen) omnämns för första gången 1174, då orten anlades planmässigt på initiativ av fursten Henrik Burwin I vid en viktig handelsväg som gick mellan Stettin och Rostock. Orten fick sina stadsrättigheter 1253, men 1281 flyttades staden till den nuvarande platsen, som ligger 10 kilometer söder om den gamla staden. Den nya staden fick namnet Neukalen (svenska: Nya Kalen) och den ursprungliga orten namnet  Altkalen (svenska: Gamla Kalen). Efter flyttningen förlorade Altkalen sina stadsrättigheter.
1314 tillföll staden herrskapet Werle och kom till hertigdömet Mecklenburg 1436.
Under 1800-talet anlades nya vägar till Malchin (1852), Dargun (1866) och Gnoien (1884–1886). Under denna tid byggdes också en ny skola (1862) och sjukhuset (1888).  I slutet av 1800-talet utvecklades industrin (mejerier och ett gasverk) och 1907 öppnades järnvägen Malchin-Neukalen-Dargun.

### Befolkningsutveckling
Befolkningsutveckling  i Neukalen
Källa:,,,

## Kommunikationer
Norr om Neukalen går förbundsvägen (tyska: Bundesstraße) B 110 och B 104 passerar söder om staden.
Järnvägstrafiken mot Malchin lades ner 1997. Sedan 2002 används sträckan mellan städerna för dressintrafik.